# Baltimore City Hall
Die Baltimore City Hall ist das Rathaus von Baltimore in Maryland. In dem von 1867 bis 1875 im Stil des Second Empire errichteten Gebäude, das in Downtown Baltimore liegt, haben sowohl der Bürgermeister als auch der Stadtrat ihren Sitz. 
Die zentrale Sektion des viergeschossigen Gebäudes schließt an der Frontfassade mit einem einfachen Giebeldreieck ab, wird dahinter von einer Kuppel überragt und besitzt zwei Flügel. Die Außenwände sind mit Marmor verkleidet. Das Kellergeschoss ist erhöht und als Bossenwerk gebaut. Architekt der Baltimore City Hall war der Deutschamerikaner George A. Frederick. Die schmiedeeisernen Arbeiten an Treppenhaus und Kuppel fertigte Wendel Bollman an. Die Baltimore City Hall ist seit dem 8. Mai 1973 im National Register of Historic Places verzeichnet.